# Aporum dalatense
Aporum dalatense é uma espécie de orquídea epífita de hábito pendente e flores pequenas, que habita o sul do Vietnã.